# Sześciokąt zimowy

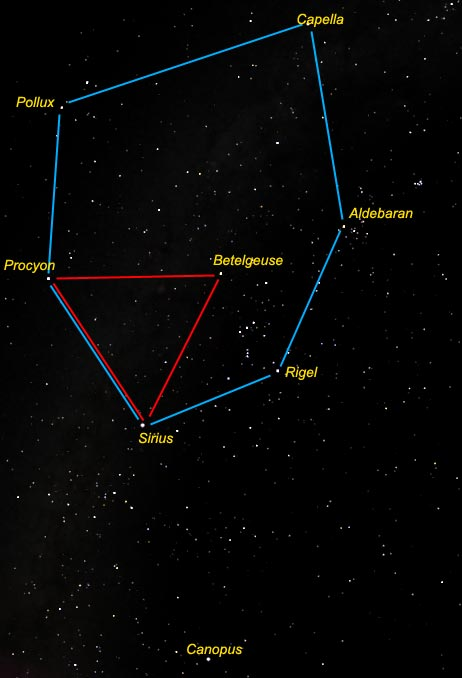
Sześciokąt zimowy (oznaczony na niebiesko; na czerwono - trójkąt zimowy)

Sześciokąt zimowy – asteryzm złożony z sześciu, a w zasadzie siedmiu gwiazd, charakterystyczny dla zimowego nieba półkuli północnej, widoczny na wszystkich kontynentach z wyjątkiem południowych krańców Ameryki Południowej, Nowej Zelandii i Antarktyki. Przez środek Sześciokąta zimowego przebiega pas Drogi Mlecznej.
Asteryzm tworzą:
- Kapella w gwiazdozbiorze Woźnicy,
- Aldebaran w gwiazdozbiorze Byka,
- Rigel w gwiazdozbiorze Oriona,
- Syriusz w gwiazdozbiorze Wielkiego Psa,
- Procjon w gwiazdozbiorze Małego Psa,
- Kastor i Polluks w gwiazdozbiorze Bliźniąt.